# Kazunori Yamauchi
Kazunori Yamauchi   (Kashiwa, 5 d'agost de 1967) és un dissenyador de videojocs japonès, director de Polyphony Digital i creador de la saga de videojocs de curses Gran Turismo. Va arribar a la presidència de Polyphony Digital amb la creació del seu primer videojoc, el Motor Toon Grand Prix.
Amb l'èxit de Gran Turismo, Yamauchi ha complert el seu somni de crear videojocs de carreres d'alt realisme i detall. Yamauchi ha expressat el seu interès a crear jocs fora del gènere de les carreres; el 1999 Polyphony Digital va publicar Omega Boost, un joc de trets ambientat a l'espai, sent l'única incursió de Yamauchi fora del gènere de carreres d'automòbils.
Gràcies a l'èxit de Gran Turismo, Yamauchi s'ha convertit en una figura important al món de la indústria automobilística.
Com a membre del jurat del "Cotxe de l'Any" al Japó el 2013, ha estat un dels membres que ha votat al Volkswagen Golf 7 com a cotxe de l'any 2013, provocant que per primera vegada que un cotxe no japonès s'hagi fet amb aquest guardó al país nipó, cotxe que va tindre en el seu garatge en els propers mesos com va declarar en la presentació de Gran Turismo 6 a Ronda, Espanya.
Polyphony Digital va treballar amb Nissan en el disseny d'una pantalla multifunció (la qual li proporciona molta informació sobre el vehicle al conductor, com la força G generada, la distribució de torque i nombre de voltes), present en el R35 GT-R. Tant el vehicle com l'aparell poden apreciar-se a Gran Turismo 5. Gràcies a aquesta contribució, la companyia Nissan li va regalar un Nissan GT-R.
En un vídeo inclòs a Gran Turismo 5 Prologue, Yamauchi va comentar que el seu disseny favorit de cotxe és el del Ford GT, i és propietari de dos Ford GT a la vida real.